# Albert Pollard
Albert Frederick Pollard, född 16 december 1869, död 3 augusti 1948, var en brittisk historiker.
Pollard var biträdande redaktör för Dictionary of national biography 1893-1901 och professor vid Londons universitet 1901-1931. Han utgav bland annat Henry VIII (1902, ny upplaga 1913), Factors in modern history (1907, 3:e upplagan 1932), The British empire (1909), The reign of Henry VII (3 band, 1913-1914), The evolution of Parliament (1920, 2:a upplagan 1926), Factors in American history (1925) samt biografier över Thomas Cranmer (1904, 2:a upplagan 1926) och Thomas Wolsey (1929). Pollard skildrade tiden 1547-1603 i The political history of England (1910) och utgav från 1923 Bulletin of the Institute of historical research.